# Přeborov
Přeborov (en allemand : Pscheborow) est une commune du district de Písek, dans la région de Bohême-du-Sud, en République tchèque. Sa population s'élevait à 144 habitants en 2020.

## Géographie
Přeborov se trouve à 22 km au nord-est de Písek, à 55 km au nord-nord-ouest de České Budějovice et à 70 km au sud de Prague.

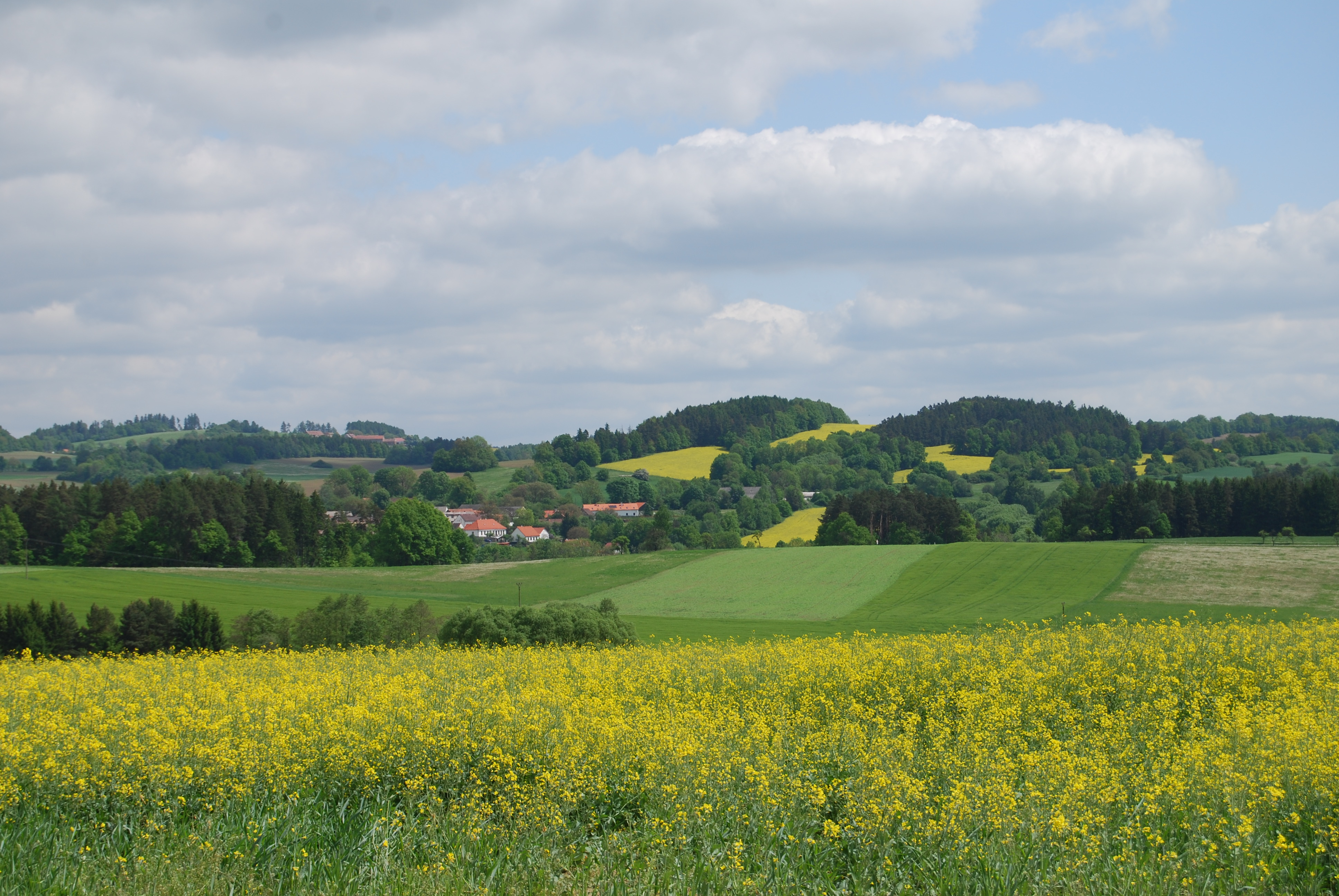
Vue générale de Přeborov.
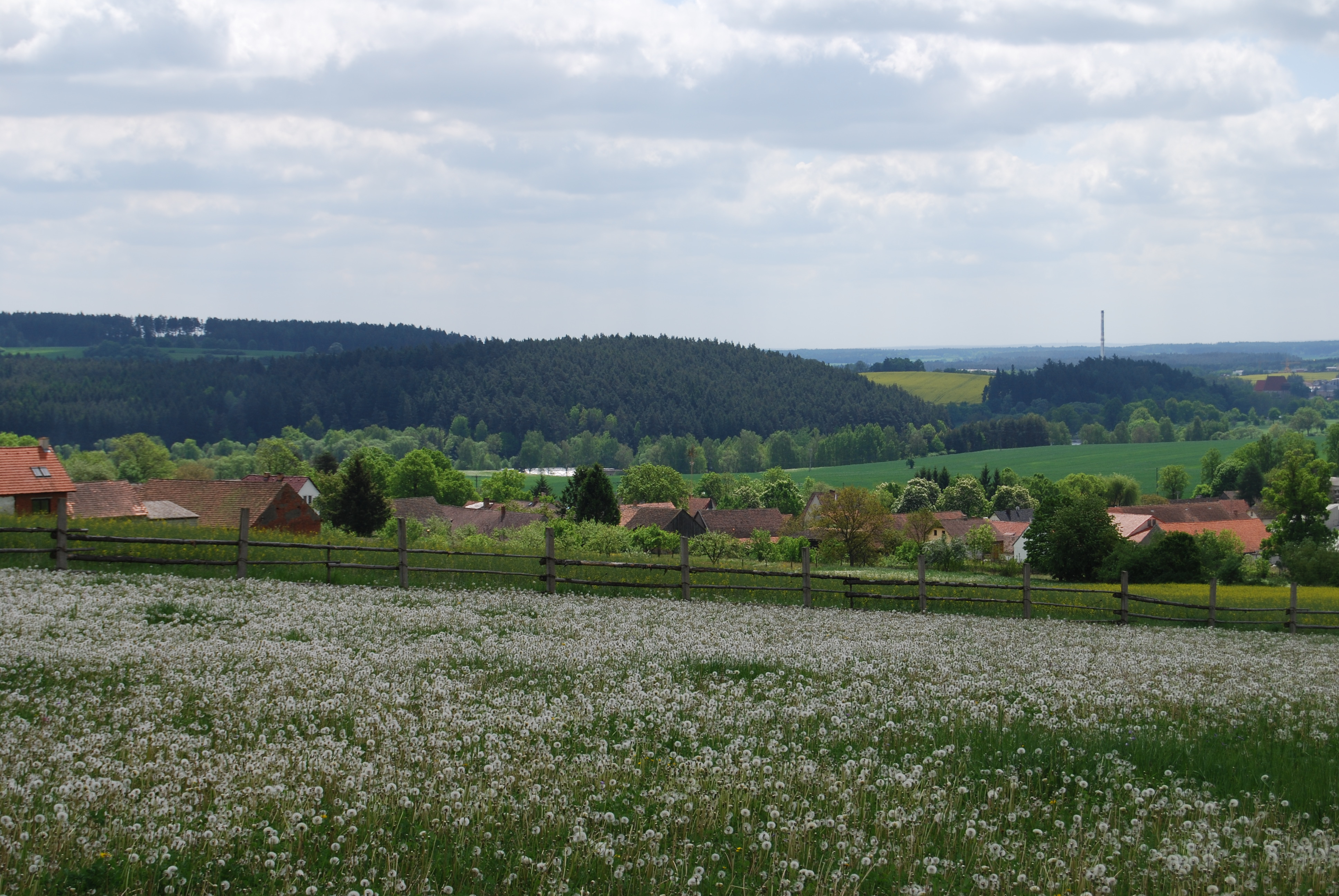
Campagne autour de Přeborov.

La commune est limitée par Zhoř au nord et à l'est, et par Milevsko au sud et à l'ouest.

## Histoire
Le village fut la propriété de l'abbaye de Milevsko jusqu'en 1575.

## Patrimoine
- Patrimoine civil :

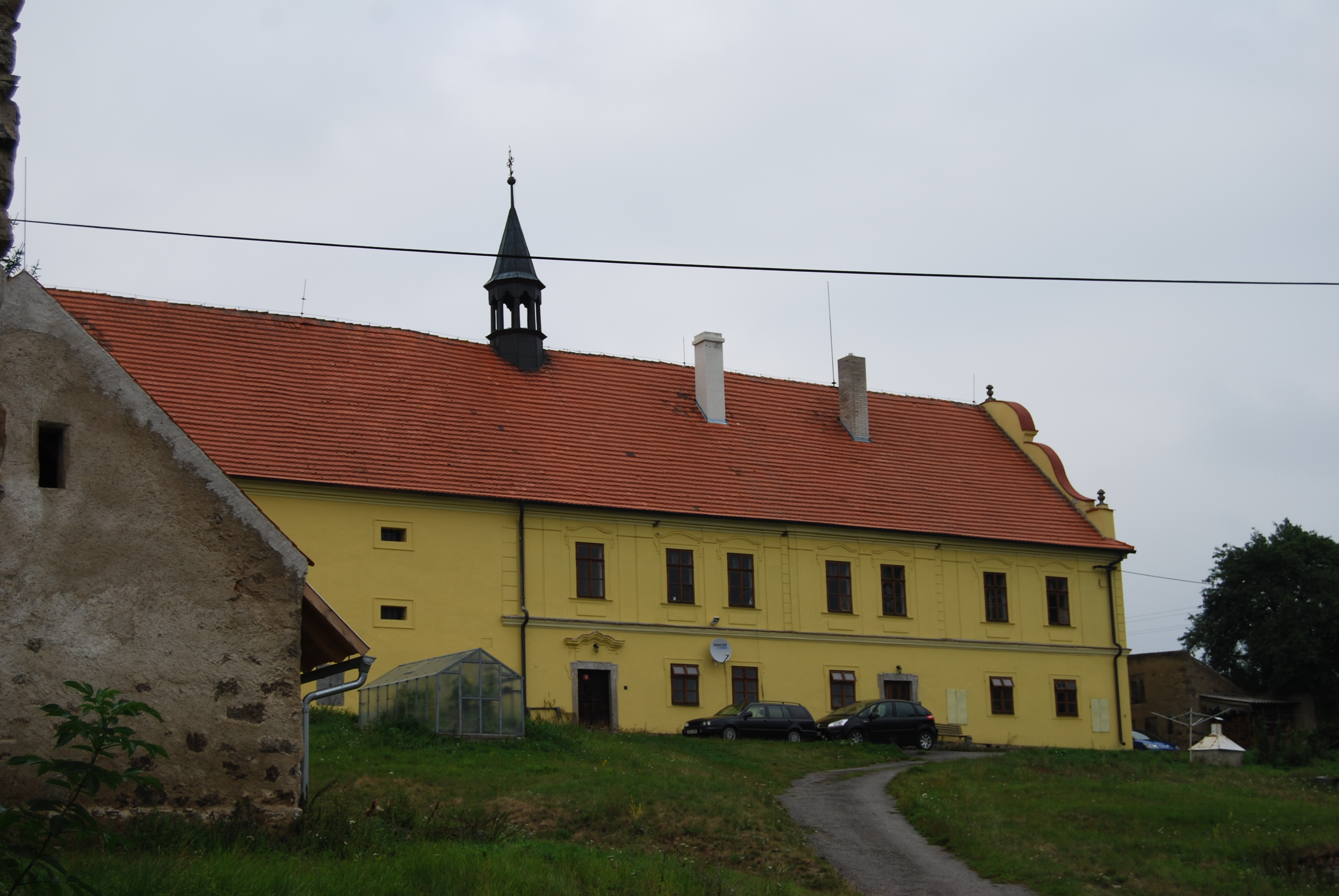
Château de Přeborov : façade.
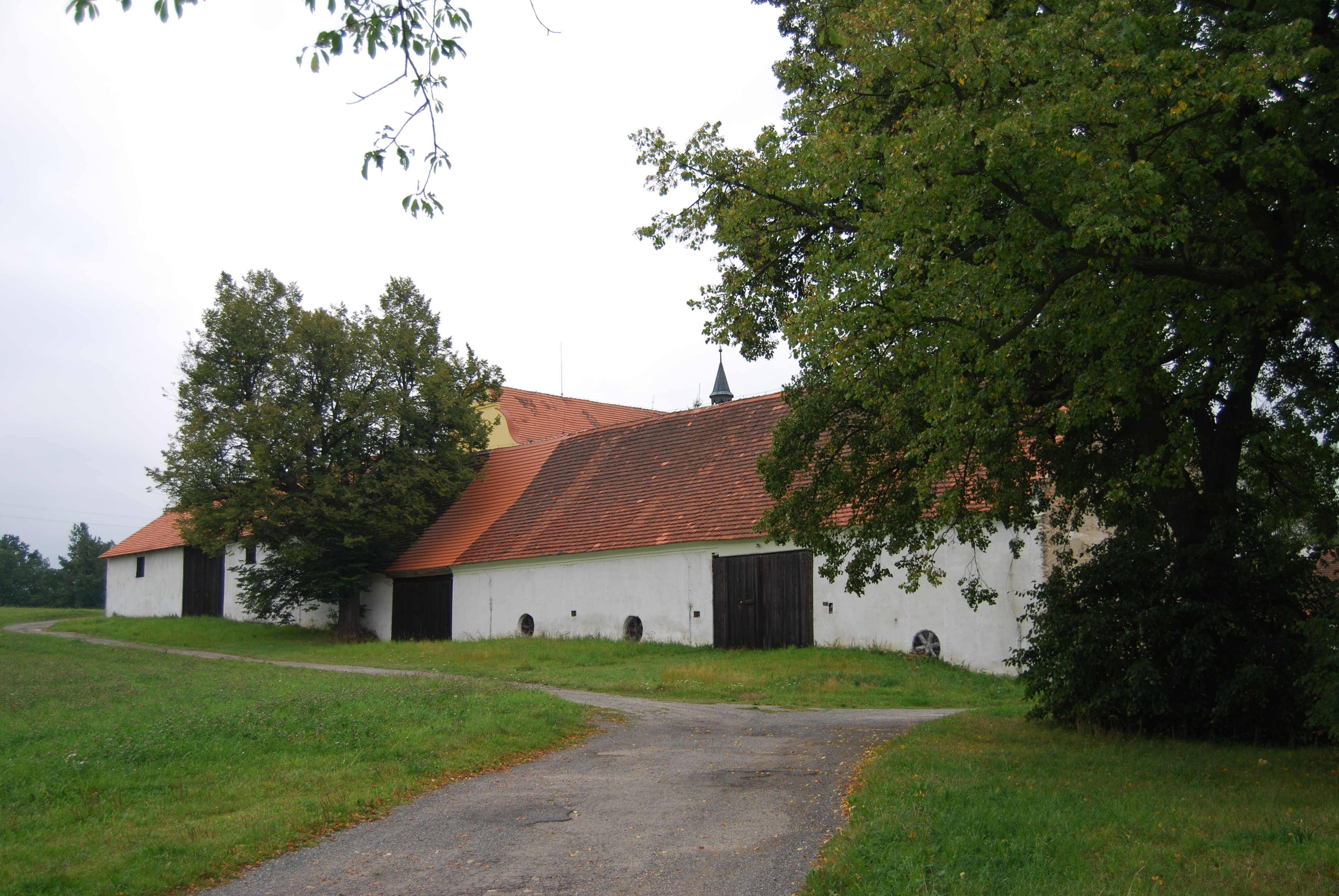
Château de Přeborov.

- Patrimoine religieux :

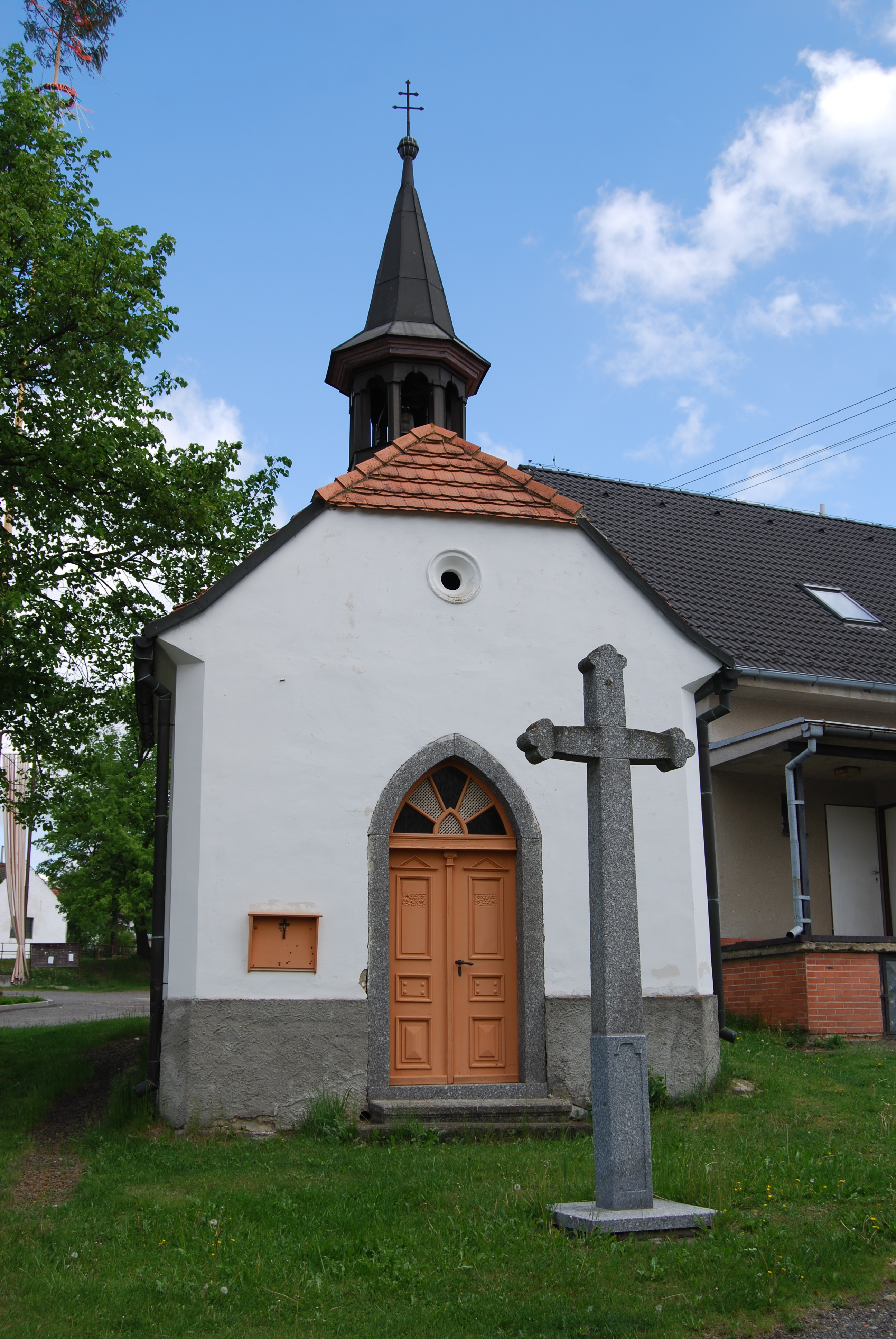
Chapelle de la Visitation.
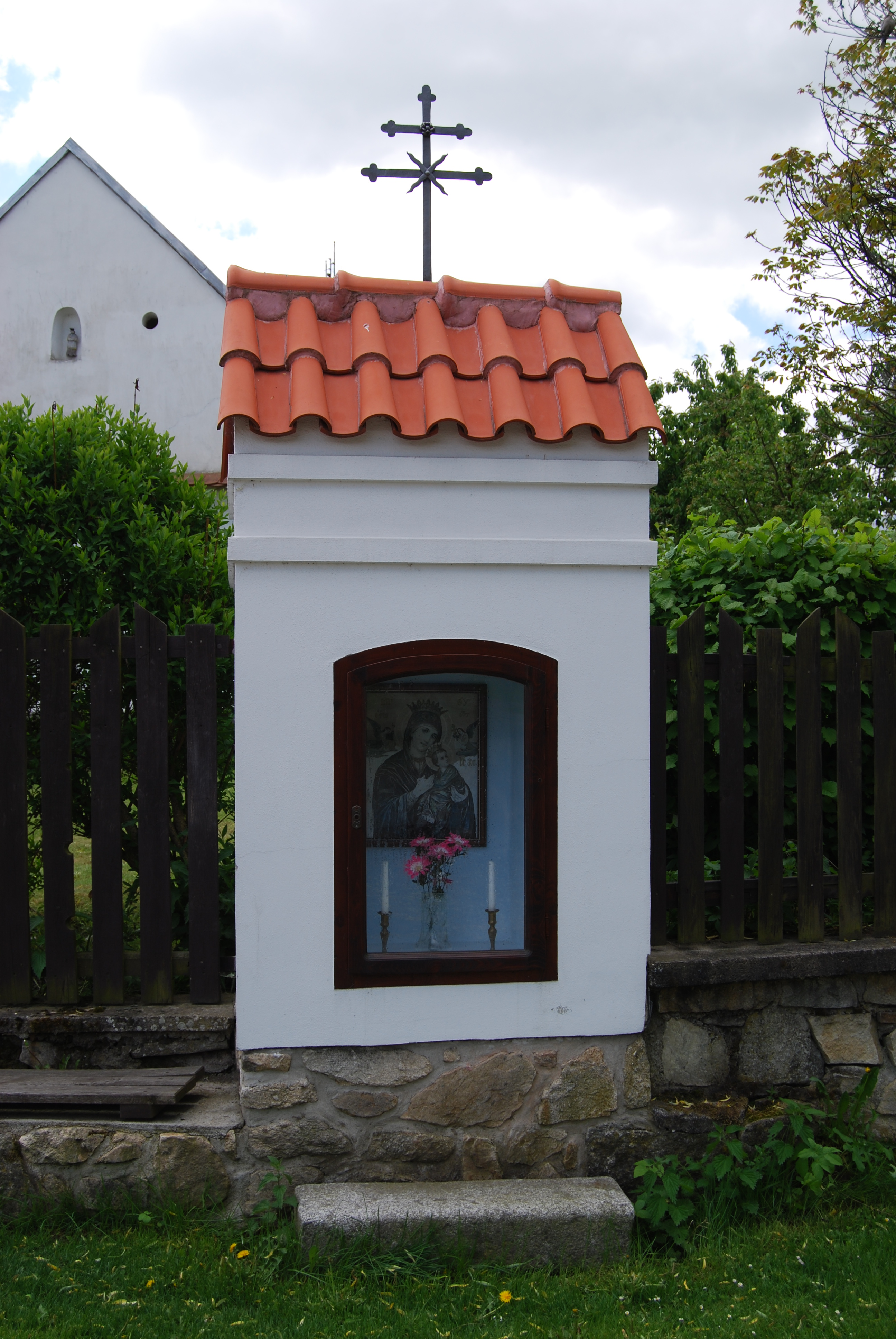
Chapelle de la Vierge Marie.
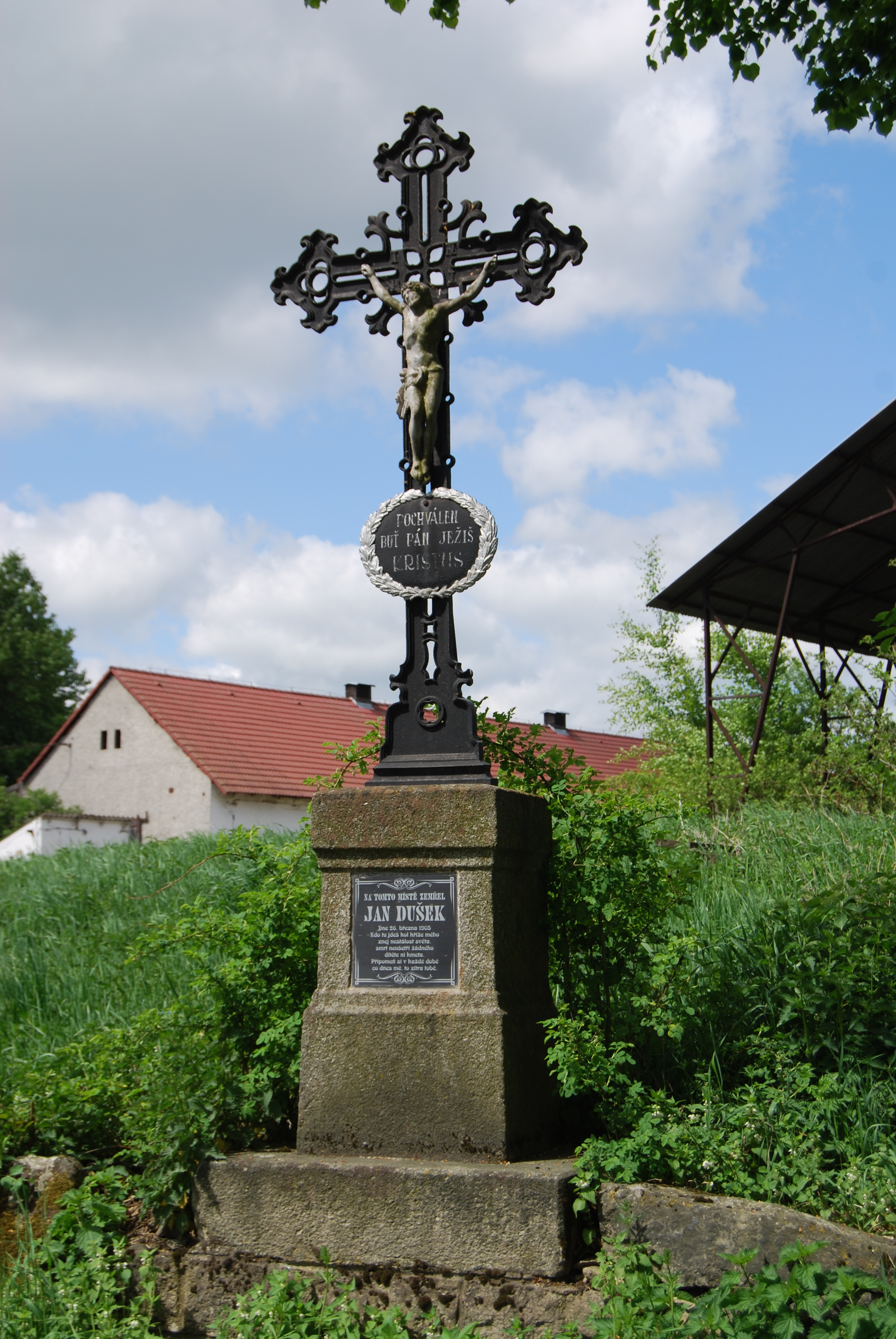
Crucifix.

## Transports
Par la route, Přeborov se trouve à 3,5 km du centre de Milevsko, à 31 km de Písek, à 62 km de České Budějovice et à 97 km de Prague.